# Jason Bach
Pour les articles homonymes, voir Bach (homonymie).
Jason Bach, né le 20 janvier 1987, à Fort-de-France, en France, est un joueur de basket-ball français. Il évolue au poste d'ailier.

## Biographie
Jason, est actuellement en reconversion professionnelle dans l'expertise comptable et espère, un jour, obtenir son DEC